# Desa Sigentong (administrativ by i Indonesien, lat -6,89, long 109,00)
Desa Sigentong är en administrativ by i Indonesien.   Den ligger i provinsen Jawa Tengah, i den västra delen av landet, 250 km öster om huvudstaden Jakarta.